# Heidtrud Henn

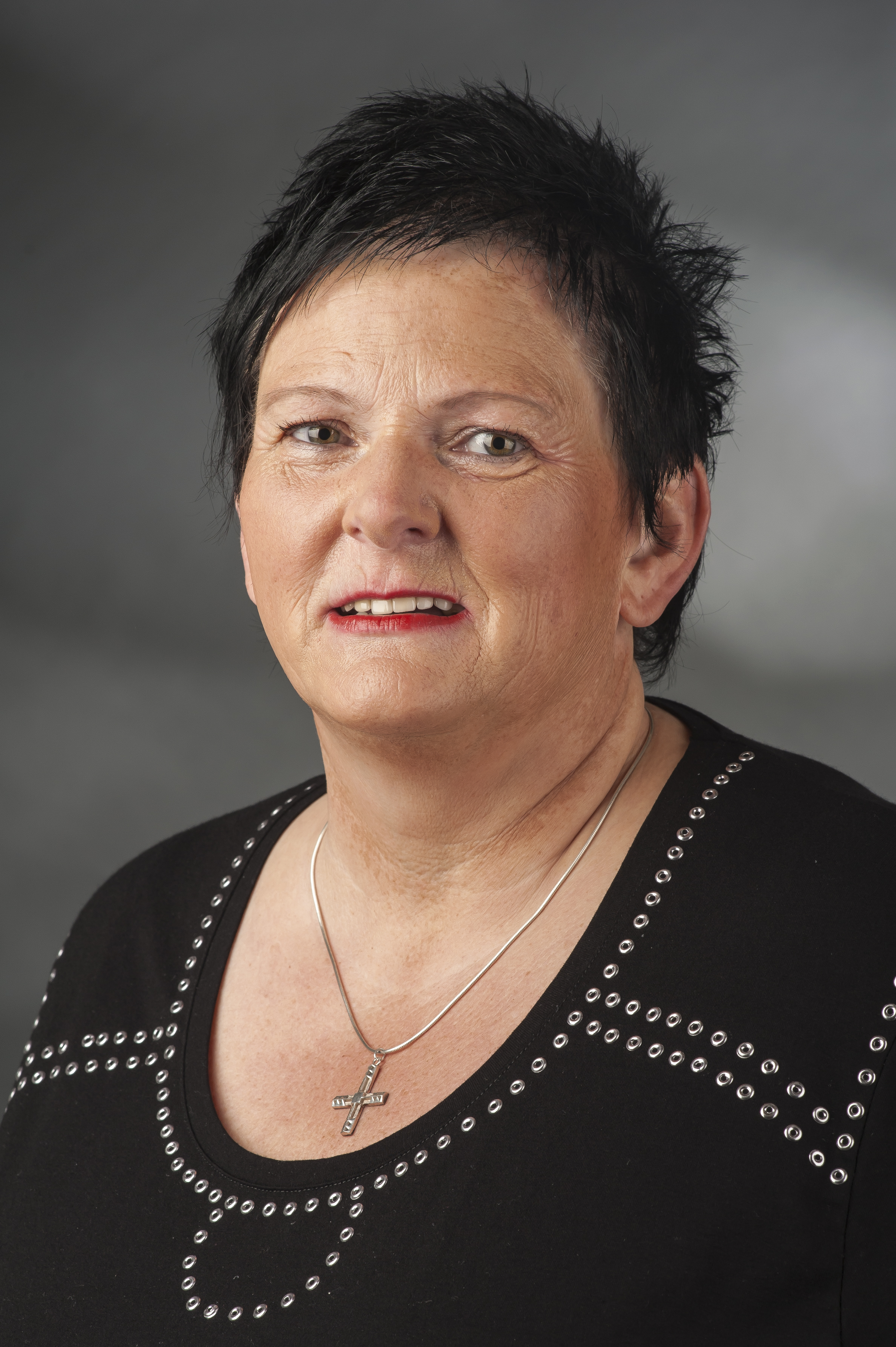
Heidtrud Henn (2014)

Heidtrud Henn (* 12. Juli 1962) ist eine deutsche Politikerin (SPD) und war Mitglied des 18. Deutschen Bundestags.

## Leben
Heitrud Henn lernte zunächst Floristin und schulte 1996 zur Altenpflege um. Sie leitete die Tagespflege im Saarbrücker Wichernhaus und ließ sich 2007 zur Diakonin ausbilden. Anschließend arbeitete sie bei einer Seniorenhilfe der Stiftung kreuznacher diakonie.
Sie gehört dem SPD-Kreisvorstand von Neunkirchen an und ist dort Bildungsbeauftragte. Seit 2009 war sie Mitglied des Neunkircher Stadtrats sowie des Ortstrats von Wellesweiler.

## Abgeordnete
Bei der Bundestagswahl 2013 wurde sie über die saarländische Landesliste in den 18. Deutschen Bundestag gewählt. Ihr Heimatwahlkreis war Wahlkreis Homburg. Sie war Ordentliches Mitglied im Verteidigungsausschuss. Zur Bundestagswahl 2017 wurde sie von ihrer Partei nicht wieder aufgestellt.
Henn wohnt derzeit in Wellesweiler.